# Клемен Неманич
Клемен Неманич (словен. Klemen Nemanič, нар. 7 листопада 1996, Любляна) — словенський футболіст, захисник клубу «Целє» та юнацької збірної Словенії.
Виступав також за клуби «Доб», «Табор» та «Чиксереда».
Чемпіон Словенії. Володар Кубка Словенії.

## Клубна кар'єра
Народився 7 листопада 1996 року в місті Любляна. Вихованець юнацьких команд футбольних клубів «Домжале» та Interblock.
У дорослому футболі дебютував 2015 року виступами за команду «Доб», у якій провів три сезони, взявши участь у 48 матчах чемпіонату. 
Протягом 2018 року захищав кольори клубу «Легіоновія».
Своєю грою за останню команду привернув увагу представників тренерського штабу клубу «Табор», до складу якого приєднався 2018 року. Відіграв за сежанську команду наступні чотири сезони своєї ігрової кар'єри. Більшість часу, проведеного у складі «Табора», був основним гравцем захисту команди.
У 2022 році уклав контракт з клубом «Чиксереда», у складі якого провів наступний рік своєї кар'єри гравця. 
До складу клубу «Целє» приєднався 2023 року. Станом на 17 квітня 2025 року відіграв за команду із Целє 49 матчів в національному чемпіонаті.

## Виступи за збірні
У 2011 році дебютував у складі юнацької збірної Словенії (U-16), загалом на юнацькому рівні взяв участь у 23 іграх.

## Титули і досягнення
- Чемпіон Словенії (1):

«Целє»: 2023-2024
- Володар Кубка Словенії (1):

«Целє»: 2024-2025